# SuperStar Twice
슈퍼스타 트와이스(SuperStar Twice)는 달콤소프트와 포노스 주식회사가 JYP 엔터테인먼트와 협력하여 개발한 한국의 리듬 게임으로, 2020년 4월 한국과 일본에서 동시 출시되었다. 이 게임은 걸그룹 트와이스의 노래를 선보이며 한국과 일본에서만 플레이할 수 있었다. 게임은 한국어와 일본어로 플레이할 수 있었다.
2022년 6월 24일 나연의 솔로 데뷔 이후 게임이 종료되었다.